# Густав Карлсон
Гу́став Ка́рлсон, граф Бёрринге и Линдохольмен (швед. Gustav Karlsson, greve av Børringe och Lindoholmen; 1647, Стокгольм — 1 января 1708) — шведский аристократ и военачальник, внебрачный сын короля Швеции Карла X Густава и его любовницы Мерты Аллерц.

## Биография
Густав Карлсон был внебрачным сыном Карла X Густава от Мерты Аллерц, дочери городского советника Стокгольма Класа Аллерца и Бритты Якобсдоттер. Его воспитателем был Карл Карлссон Юлленъельм, внебрачный сын короля Карла IX. После его смерти в 1650 году его воспитателем стал епископ Линчёпинга Самуэль Энандер. В 1660 году после смерти отца был передан на воспитание вдовствующей королеве Гедвиге Элеоноре Шлезвиг-Гольштейн-Готторпской.
В 1659—1668 годах вместе с Эриком Линдшёльдом совершал путешествие по странам Европы. В 1667 году поступил на службу в армию Голландской республики и принимал участие в Голландской войне. В 1673 году во время своего отсутствия получил чин полковника и был зачислен в Уппландский полк. Он принимал участие в Сконской войне.
Густав Карлсон примерно в 1674 году получил графский титул и стал владельцем Бёрринге и Линдхольмена. В 1680 году во время Большой редукции, которую провёл его брат Карл XI, его земли были конфискованы. Конфискация земель, полученных от отца, и тем что его не приняли в Тайный совет, вынудило его покинуть Швецию. 
Густав Карлсон уехал в Нидерланды, где поступил на службу к штатгальтеру Нидерландов Вильгельму Оранскому. Он получил звание генерал-лейтенанта. Он участвовал в «Славной революции» и Войне двух королей как верный соратник короля Вильгельма III.
Последующие годы проживал во Фрисландии, где и скончался в своём поместье в Терхерне (Боарнстерхим) 1 января 1708 года.